# Georgi-Glashow-Modell
Das Georgi-Glashow-Modell ist in der theoretischen Physik eine Große vereinheitlichte Theorie, welche sowohl die Eichgruppe des Standardmodells vergrößert als auch die Beschreibungen von Quarks und Leptonen zusammenführt. Konkret werden beide Teilchenfamilien zugleich durch die gleichen irreduziblen Darstellungen beschrieben. Benannt ist das Georgi-Glashow-Modell nach den US-amerikanischen Physikern Howard Georgi und Sheldon Glashow, die es im Jahr 1974 aufgestellt haben. Das Georgi-Glashow-Modell kann ebenso wie das im Jahr 1974 vorgeschlagene Pati-Salam-Modell in SO(10) eingebettet werden.

## Eichgruppe
Im Georgi-Glashow-Modell ist die Eichgruppe gegeben durch die {\displaystyle 24}-dimensionale fünfte spezielle unitäre Gruppe {\displaystyle \operatorname {SU} (5)}. In diese kann die die {\displaystyle 12}-dimensionale Eichgruppe {\displaystyle \operatorname {SU} (3)\times \operatorname {SU} (2)\times \operatorname {U} (1)} des Standardmodells einbettet werden:
{\displaystyle \Phi \colon \operatorname {SU} (3)\times \operatorname {SU} (2)\times \operatorname {U} (1)\rightarrow \operatorname {SU} (5),(A,B,e^{i\varphi })\mapsto {\begin{pmatrix}e^{-2i\varphi }A&0\\0&e^{3i\varphi }B\end{pmatrix}}}
Dabei ist {\displaystyle \operatorname {SU} (3)} die Eichgruppe der starken Wechselwirkung beschrieben durch die Quantenchromodynamik (QCD), {\displaystyle \operatorname {SU} (2)} die Eichgruppe der schwache Wechselwirkung beschrieben durch die Quantenflavourdynamik (QFD) und {\displaystyle \operatorname {U} (1)} die Eichgruppe der elektromagnetischen Wechselwirkung beschrieben durch die Quantenelektrodynamik (QED). Dabei ist der Kern nicht trivial, sondern eine zyklische Gruppe, weshalb im Georgi-Salam-Modell oft mithilfe des Homomorphiesatzes eine Faktorgruppe der Eichgruppe des Standardmodells auftaucht:
{\displaystyle \ker(\Phi )=\{(\zeta ^{-2}1_{3},\zeta ^{3}1_{2},\zeta )|k=0,1,2,3,4,5\}\cong \mathbb {Z} _{6};}
{\displaystyle \operatorname {img} (\Phi )\cong (\operatorname {SU} (3)\times \operatorname {SU} (2)\times \operatorname {U} (1))/\mathbb {Z} _{6}\cong \operatorname {S} (\operatorname {U} (3)\times \operatorname {U} (2)).}
Insbesondere können auch die Faktorgruppen mit den Untergruppen {\displaystyle \mathbb {Z} _{2},\mathbb {Z} _{3}\triangleleft \mathbb {Z} _{6}} gebildet werden, was etwa beim Symmetriebruch des Pati-Salam-Modells verwendet wird. Da die Beschreibung von Teilchen nur von der lokalen Struktur der Gruppe abhängig sind, werden diese also durch den Übergang auf die Faktorgruppe nicht beeinflusst. Weitergehend kann zudem die Faktorgruppe {\displaystyle \operatorname {SU} (5)/\operatorname {img} (\Phi )\cong \operatorname {SU} (5)/(\operatorname {SU} (3)\times \operatorname {SU} (2)\times \operatorname {U} (1))} betrachtet werden. Dabei ist deren zweite Homotopiegruppe nicht trivial:
{\displaystyle \pi _{2}{\frac {\operatorname {SU} (5)}{(\operatorname {SU} (3)\times \operatorname {SU} (2)\times \operatorname {U} (1)_{\mathrm {Y} })/\mathbb {Z} _{6}}}\cong \mathbb {Z} ,}
weshalb ’t Hooft-Polyakov-Monopole vorhergesagt werden.